# Замоскворецка линија
Замосковрецка линија (рус. Замоскворе́цкая) московског метроа је отворена 11. септембра 1938. Данас је линија дуга 36,9 км, има 20 станица и на њима саобраћа 8 композиција метроа. Линија се превози за 52,5 минута.
Најпрометније станице на тој линији су Тетаетралнаја и Кузнецкаја. Посљедња станица је била дограђена 1995.